# Subaru Impreza
Subaru Impreza er en personbil fra japanske Subaru. Første generation blev produceret i årene 1993 til 2001.
De efterfølgende generationer kom i årene 2001 og 2007.
Alle motorer i programmet er af boxertypen med 4 cylindre.

## 1. generation (1993-2001)

### Motorer
| Model             | Motor- kode | Cylindre / ventiler | Slagvolume cm3 | Effekt / omdr.          | Moment / omdr. |
| ----------------- | ----------- | ------------------- | -------------- | ----------------------- | -------------- |
| 1.5               | EJ 15       | 4 / 16              | 1.493 cm³      | 71 kW (96 hk) / ?       | 130 Nm / ?     |
| 1.6               | EJ 16       | 4 / 16              | 1.597 cm³      | 70 kW (95 hk) / 5.200   | 143 Nm / 3.600 |
| 2.0               | EJ 20       | 4 / 16              | 1.994 cm³      | 92 kW (125 hk) / 5.600  | 184 Nm / 3.600 |
| 2.0 Turbo         | EJ 20 T     | 4 / 16              | 1.994 cm³      | 160 kW (217 hk) / 5.600 | 290 Nm / 4.000 |
| 2.0 Turbo         | EJ 20 T     | 4 / 16              | 1.994 cm³      | 206 kW (280 hk) / 6.500 | 338 Nm / 5.000 |
| 2.0 Turbo aut.    | EJ 20 T     | 4 / 16              | 1.994 cm³      | 191 kW (260 hk) / 6.500 | 319 Nm / 5.000 |
| 2.0 Turbo WRX/STi | EJ 20 T     | 4 / 16              | 1.994 cm³      | 206 kW (280 hk) / 5.600 | 363 Nm / 4.000 |
| 2.5               | EJ 25       | 4 / 16              | 2.457 cm³      | 123 kW (167 hk) / 5.600 | 162 Nm / 4.000 |

### Billeder
Klik på billederne for at se dem i stort format med beskrivelse.
- Subaru Impreza RS
- Subaru Impreza Sportswagon

## 2. generation (2001-2007)

### Motorer
| Model             | Motor- kode | Cylindre / ventiler | Slagvolume cm3 | Effekt / omdr.          | Moment / omdr. |
| ----------------- | ----------- | ------------------- | -------------- | ----------------------- | -------------- |
| 1.5               | EJ 15       | 4 / 16              | 1.493 cm³      | 71 kW (96 hk) / ?       | 130 Nm / ?     |
| 1.5               | EJ 15       | 4 / 16              | 1.493 cm³      | 74 kW (101 hk) / 5.500  | 142 Nm / 4.000 |
| 1.6               | EJ 16       | 4 / 16              | 1.597 cm³      | 70 kW (95 hk) / 5.200   | 143 Nm / 3.600 |
| 2.0               | EJ 20       | 4 / 16              | 1.994 cm³      | 92 kW (125 hk) / 5.600  | 184 Nm / 3.600 |
| 2.0               | EJ 20       | 4 / 16              | 1.994 cm³      | 118 kW (160 hk) / 6.400 | 186 Nm / 3.200 |
| 2.0 [1]           | EJ 20       | 4 / 16              | 1.994 cm³      | 114 kW (155 hk) / 6.400 | 196 Nm / 3.200 |
| 2.0 Turbo         | EJ 20 T     | 4 / 16              | 1.994 cm³      | 160 kW (217 hk) / 5.600 | 292 Nm / 3.600 |
| 2.5 Turbo         | EJ 25 T     | 4 / 16              | 2.457 cm³      | 160 kW (217 hk) / 5.600 | 320 Nm / 3.600 |
| 2.5 Turbo WRX STI | EJ 25 T     | 4 / 16              | 2.457 cm³      | 206 kW (280 hk) / 5.600 | 392 Nm / 4.000 |

[1] Kun for Japan.

### Billeder
Klik på billederne for at se dem i stort format med beskrivelse.
- Subaru Outback Sport
- Subaru Impreza GX Sport

## 3. generation (2007-)

### Motorer
| Model             | Motor- kode | Cylindre / ventiler | Slagvolume cm3 | Effekt / omdr.          | Moment / omdr. |
| ----------------- | ----------- | ------------------- | -------------- | ----------------------- | -------------- |
| 1.5               | EJ 15       | 4 / 16              | 1.498 cm³      | 79 kW (107 hk) / 6.000  | 142 Nm / 3.200 |
| 2.0               | EJ 20       | 4 / 16              | 1.994 cm³      | 110 kW (149 hk) / 6.400 | 196 Nm / 3.200 |
| 2.5 Turbo WRX     | EJ 25 T     | 4 / 16              | 2.457 cm³      | 169 kW (230 hk) / 5.600 | 320 Nm / 3.600 |
| 2.5 Turbo WRX STI | EJ 25 T     | 4 / 16              | 2.457 cm³      | 221 kW (300 hk) / 6.000 | 407 Nm / 4.000 |

### Billeder
Klik på billederne for at se dem i stort format.
- Subaru Impreza Sedan
- Interiør
- Subaru Outback Sport

## Eksterne links
- Officiel dansk side Arkiveret 29. oktober 2012 hos  Wayback Machine
- Officiel international side Arkiveret 13. november 2008 hos  Wayback Machine
- Informationsmateriale til download